# Susan Meiselas
Susan Meiselas, née le 21 juin 1948 à Baltimore dans le Maryland, est une photojournaliste américaine. Elle est membre de l'Agence Magnum depuis 1976.

## Biographie
Susan Meiselas fait ses études secondaires à Woodmere, New York, puis obtient un Master of Arts à l'université Harvard. 
Sa première série photographique est un reportage sur les strip-teaseuses dans les foires de la Nouvelle Angleterre, alors qu'elle enseigne la photographie dans des écoles publiques de New York. À l'époque, aucun titre de presse ne souhaite publier ses clichés. Susan Meiselas publie tout de même son travail sous la forme de l'ouvrage Carnival Strippers, Strip-tease forain en 1976. 
La même année, elle rencontre le photographe français Gilles Peress et rejoint l'agence Magnum Photos à New York, afin de se consacrer entièrement à la pratique du photojournalisme. En parallèle de ses commandes professionnelles, la photographe développe ses projets personnels.

## Carrière artistique
Après s'être attachée aux effeuilleuses de la Nouvelle-Angleterre, la photographe s'éprend de Roe, Jojo, Carol, Lisa, Dee, Frankie et Julia. Pendant deux ans, elle suit le quotidien de cette bande de jeunes filles du quartier de Little Italy à New York. Ce reportage donne vie à la série Prince Street Girls.
Dès 1978, Susan Meiselas s'intéresse aux Sandinistes qui commencent alors à s'organiser face à la dictature du Nicaragua. Elle part seule sans parler un seul mot d'espagnol. Elle est particulièrement connue pour ses reportages sur la révolution et sur les questions relatives aux droits de l'homme en Amérique Latine. En 1979, elle réalise l'une de ses photographies les plus célèbres, l'image d'un révolutionnaire aux faux airs du Che Guevara, un cocktail Molotov à la main prêt à être lancé depuis une barricade. Le livre Nicaragua édité en 1981, devient l'un des premiers ouvrages de photographies de guerre en couleur,.
Au début des années 1990, un ami réalisateur, Nick Broomfield, lui présente le Pandora's Box, club de strip-tease auquel il souhaite consacrer un documentaire pour la chaîne HBO. Fascinée par la théâtralité du lieu, la photographe renoue avec ses premiers amours, en utilisant désormais la couleur. Un temps interrompu par son travail de photo-reporter, le projet est édité sous le Pandora's Box de Susan Meiselas chez Trebruk Éditeur en 2001.
En 1997, Susan Meiselas réalise un travail de reconstitution par l'image de l'histoire et de l'identité du peuple Kurde en associant ses propres photos à des photos anciennes, des coupures de presse et des témoignages glanés au cours de ses voyages dans la région. De ses voyages au Moyen-Orient naît le recueil collaboratif Kurdistan : In the Shadow of History.
En 2018, une grande rétrospective Susan Meiselas : Mediations, prend place au musée du Jeu de Paume à Paris,.
En 2019, elle est la première lauréate du Prix Women In Motion pour la photographie, décerné par les Rencontres d'Arles et la Fondation Kering, présidée par François-Henri Pinault, pour mettre en évidence la place des femmes dans la photographie. Et cette même année, elle obtient en Allemagne le prix de la Fondation Deutsche Börse pour la photographie.

## Récompenses et distinctions
- 1979 : prix Robert Capa Gold Medal, États-Unis
- 1982 : Leica Award for Excellence, États-Unis
- 1982 : Photojournalist of the Year Award from the American Society of Media Photographers
- 1984 : Fellowship from the National Endowment of the Arts, États-Unis
- 1985 : Engelhard Award, Institute of Contemporary Art, États-Unis
- 1987 : Lyndhurst Foundation, États-Unis
- 1992 : MacArthur Fellowship, États-Unis
- 1994 : Maria Moors Cabot Prize, Columbia Journalism School, États-Unis
- 1994 : Prix international de la Fondation Hasselblad, Suède
- 1995 : Rockefeller Foundation, Multi-Media Fellowship, États-Unis
- 2005 : prix Cornell-Capa, ICP, États-Unis
- 2006 : médaille du centenaire de la Royal Photographic Society[13]
- 2008 : Lucie Award du photojournalisme
- 2009 : prix du Livre historique, Rencontres d'Arles
- 2019 : prix Women In Motion pour la photographie
- 2019 : prix de la Fondation Deutsche Börse pour la Photographie
- 2019 : Prix Women in Motion pour la photographie[14]
- 2022 : Prix Erich-Salomon[15]

## Expositions
Années 1970
- AM Sachs Gallery, New York, États-Unis, 1977

Années 1980
- Galerie FNAC, France, 1981
- Side Gallery, Newcastle-on-Tyne, Royaume-Uni, 1982
- Camerawork, Londres, Royaume-Uni, 1982
- Museum Folkwang, Essen, Allemagne, 1984

Années 1990
- Art Institute of Chicago, Chicago, États-Unis, 1990
- Hasselblad Center, Göteborg, Suède, 1994
- Leica Gallery, New York, États-Unis, 1998

Années 2000
- Whitney Museum of American Art, New York, États-Unis, 2000
- Canal de Isabel II, Madrid, Espagne, 2002
- FOAM, Amsterdam, Pays-Bas, 2003
- Scout Gallery, Londres, Royaume-Uni, 2004
- Rose Gallery, Los Angeles, États-Unis, 2004
- Stephen Daiter Gallery, Chicago, USA, 2004
- Les Rencontres d'Arles, France, 2006
- Open Eye, Liverpool, Royaume-Uni, 2006

Années 2010
- Susan Meiselas, Médiations, Jeu de Paume, France, 2018

Années 2020
- Femmes photographes de guerre, musée de la Libération de Paris - musée du Général Leclerc - musée Jean-Moulin (Paris), 2022[16].

## Collections
- Whitney Museum of American Art, États-Unis
- Library of Congress, Washington, États-Unis
- Hasselblad Center, Suède
- Museum Folkwang, Allemagne
- Birmingham Museum of Art, États-Unis
- Museum of Fine Arts, Houston, États-Unis
- San Francisco Museum of Modern Art, États-Unis]
- Institut d'art de Chicago, États-Unis
- St. Louis Museum of Art, États-Unis
- Museum of Photographic Arts, États-Unis
- George Eastman House, Rochester, États-Unis
- Fogg Museum, Harvard University, États-Unis
- University of California, Riverside, États-Unis
- Baltimore Museum of Art, États-Unis
- Haverford College, Pennsylvania, États-Unis
- International Center of Photography, États-Unis

## Publications
- Learn to See, Polaroid Foundation, États-Unis, 1975
- Strip-tease forain, Éditions du Chêne, 1976
- Carnival Strippers, Farrar, Strauss & Giroux, États-Unis, 1976
- Nicaragua, June 1978 - July 1979, Pantheon, États-Unis, 1981  (ISBN 1597113832)
- El Salvador : The Work of 30 Photographers, Pantheon, Writers and Readers Publishing Cooperative, États-Unis, 1983, 180 p.  (ISBN 0863160646)
- Chile From Within, W.W. Norton, États-Unis, 1991, 156 p.  (ISBN 0393306534)
- Kurdistan : In the Shadow of History, Random House, États-Unis, 1997  (ISBN 0679423893)
- Pandora’s Box, Magnum Editions/Trebruk, Danemark, 2001
- Encounters with the Dani, Steidl/International Center of Photography, ICP/Steidl Verlag, États-Unis/Allemagne, 2003, 176 p.  (ISBN 3882439300)
- Marisa Merz, Dieter Schwarz, Susan Meiselas, Marisa Merz, Hopefulmonster, 2004, 68 p.  (ISBN 8877571853)
- Susan Meiselas : On the Frontline, Thames & Hudson Ltd, 2017, 256 p.  (ISBN 0500544719)
- Susan Meiselas : Mediations, Damiani, 2018, 184 p.  (ISBN 8862085699)